# Pass the Courvoisier, Part II
Pass the Courvoisier, Part II è un singolo del rapper statunitense Busta Rhymes, pubblicato nel 2002 ed estratto dall'album Genesis. Il brano vede la partecipazione di P. Diddy e Pharrell Williams.

## Tracce
1. Pass the Courvoisier, Part II (featuring P. Diddy & Pharrell)

## Video
Il videoclip è ispirato ai film Harlem Nights e Colpo grosso al drago rosso - Rush Hour 2. Esso vede le partecipazioni di Mr. T, Spliff Star, Mo'Nique, Kym Whitley e Jamie Foxx.